# Marie Františka Khuenová z Belasi
Hraběnka Marie Františka Khuenová z Belasi, provdaná Pálffyová z Erdődu (německy Maria Franziska Gräfin von Khuen-Belasi, * kolem roku 1610 – 9. května 1672) byla rakouská a uherská šlechtična.

## Život
Narodila se jako dcera politika Jana Eusebia Khuena z Belasi (1574– 1622), syna hraběte Rudolfa Khuena z Belasi a jeho manželky Magdaleny Pálffyové († 1622) a české šlechtičny Anny Marie Berková z Dubé a Lipé, dcera Zbyňka Berky z Dubé a Veroniky Popelové z Lobkovic. Magdalena Páffyová byla teta budoucího manžela Marie Františky, Pavla IV. Pálffyho z Erdődu, syna polního maršála Mikuláše Pálffyho z Erdődu a jeho manželky Marie Magdaleny Fuggerové.
Pavel Pálffy vykonával vysoké úřady v Uhrách, v roce 1646 se stal vrchním županem Prešpurské župy a v roce 1635 dědičným hejtmanem královského hradu bratislavského královského hradu a nakonec palatinem a královským místodržitelem v Uhrách. byl skuteným tajným radou a nejvyšším komorníkem, v letech 1646–1649 byl zemským soudcem, v letech 1649–1653 palatinem. Byl rytířem řádu zlaté ostruhy, od roku 1650 také řádu zlatého rouna, jejž mu udělil španělský král Filip IV.
Již jako vdova nechala Marie Františka v Prievidze v Nitranské župě vybudovat klášter s kostelem Nejsvětější Trojice pro řád zbožných škol (piaristů) jako první v Uhrách, kam 7. února 1666 pozvala řádové otce z Polska. Piaristé zde následně vybudoval klášterní a školu a později významně přispěl k rozvoji školství a výuce v celých Uhrách.
Byla také iniciátorkou procesu rekatolizace, v jehož důsledku z bojnického panství do roku 1678 vymizeli protestanti.

### Manželství
Marie Františka se dne 26. července 1629 provdala za uherského šlechtice a palatina Pavla IV. Pálffyho z Erdődu. Z jejich manželství se narodili dva synové a dcera:
- 1. Jan III. Antonín (1642 – 29. listopadu 1694), hejtman královského hradu v Bratislavě, poprvé ženatý s Annou Terezií hraběnkou Nádasdyovou, podruhé s Marií Eleonorou hraběnkou z Mollartu[5]
- 2. Magdalena Terezie (1644/1650–1684) provdaná za Augusta z Zinzendorfu
- 3. Jan Karel (4. prosince 1645 – 3. listopadu 1694), císařský polní maršál v Miláně, ženatý se Zdeňkou Anežkou z Lichtenštejna († 1721)